# Die blaue Partei
Die blaue Partei (Kurzbezeichnung Blaue #TeamPetry) war eine kurzlebige deutsche Kleinpartei, die 2017 von der damaligen AfD-Sprecherin Frauke Petry initiiert wurde. Sie war durch Parteiübertritte von Mandatsträgern im Deutschen Bundestag, in mehreren Landtagen und im Europäischen Parlament vertreten. Unterstützung erhielt die Kleinstpartei später durch Parteilose sowie ehemalige CDU-Mitglieder.
Die blaue Partei selbst war lediglich als notwendiger Rechtsträger des Bürgerforums Blaue Wende konzipiert, um gemäß dem deutschen Parteiengesetz mit der Parteieigenschaft zu Wahlen antreten zu dürfen. Das Projekt „Blaue Wende“ / „Blaue Partei“ warb für Bürgeraktivierung, Stärkung der demokratischen Teilhabe am politischen Willensbildungs- und Entscheidungsprozess (Partizipation) sowie einen einfachen und direkteren Zugang von Sachverstand und Expertise aus Gesellschaft und Wissenschaft in parlamentarische Arbeit.
Anfang November 2019 beschloss der Parteitag die Auflösung der Partei zum Jahresende.

## Konzept des Bürgerforum „Blaue Wende“

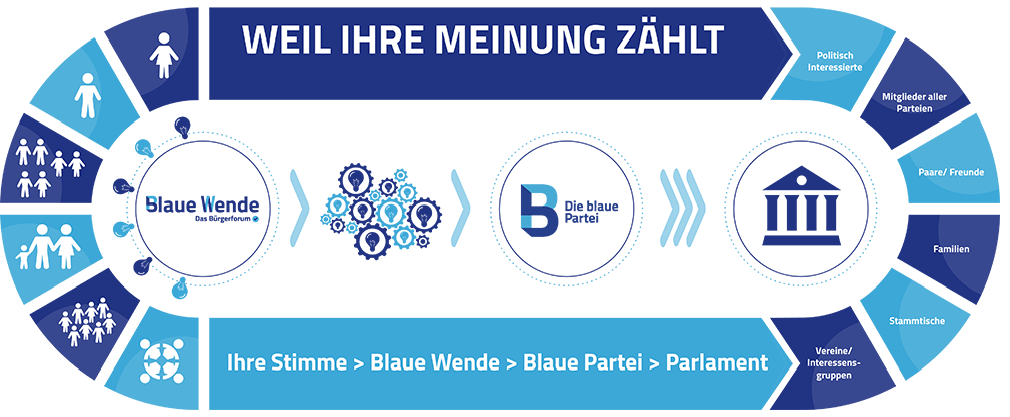
Diagramm des Blaue-Wende-Konzepts

Leitidee des Bürgerforums „Blaue Wende“ war die Herausbildung und Weiterentwicklung von aktiver Bürgerschaft, gesellschaftlicher Partizipation und politischer Beteiligung. Es sollten wieder mehr Menschen für die Geschehnisse und Entwicklungen im Land (zurück)gewonnen und an demokratische Gestaltungsmöglichkeiten angebunden werden. Für Stimmen aus Gesellschaft und Wissenschaft, die durch etablierte Parteiarbeit nur unzureichend Gehör fanden, sollte durch das Konstrukt des Bürgerforums „Blaue Wende“ ein niederschwelliger und direktdemokratischer Zugang in politische Entscheidungsvorbereitung und Entscheidungsfindung ermöglicht werden.
Hierzu konnten sich politisch Interessierte unabhängig von politischer Mitgliedschaft an Diskussionsforen beteiligen und zusammengestellte politische Forderungen in ein Wahlprogramm gießen. Dieses partizipativ erstellte Programm wurde sodann zur Grundlage der blauen Partei und der politischen Betätigung ihrer Landesverbände. Im Rahmen des Bürgerforums konnten mitwirkende Bürger zudem auf die entsprechenden Landeslisten der Landesverbände gelangen, um im Falle eines Wahlerfolgs die ausgearbeiteten Programme im Sinne des Bürgerforums zu vertreten.

## Geschichte

### Gründung
Schon seit 1962 bis 2012 vertrat der Büttenredner Toni Geller im Kölner Karneval die hochprozentige „Blaue Partei“.
Formell wurde die politische Partei eine Woche vor der Bundestagswahl 2017 von Michael Muster, einem Rechtsanwalt und langjährigen Vertrauten Petrys, gegründet und am 26. September 2017 beim Bundeswahlleiter angemeldet. Muster ist der Ehemann der ehemaligen sächsischen Landtagsabgeordneten Kirsten Muster, die wie Petry aus der sächsischen AfD-Fraktion austrat. Als Gründe für den Austritt aus der Partei wurden die Rechtsdrift der AfD, Postenjägerei sowie das problematische menschliche Miteinander innerhalb der Führungsspitze der Partei benannt.
Petry hatte bereits im Juli 2017 eine Internetadresse „dieblauen.de“ angemeldet, aber sich zunächst medial bedeckt zu dieser „Idee“ gehalten. Die Spekulationen zur Parteieigenschaft der „Blauen“ wurden zunächst dementiert, später jedoch nach Austritt aus der AfD bestätigt.
Im November 2017 wurde ein Bürgerforum mit der Bezeichnung „Blaue Wende“ gegründet. In welcher Form die offenen Bürgerforen und die formal organisierte Partei miteinander verbunden sein sollten, blieb offen. Am 14. Oktober 2017 bestätigte Petry, dass sie der Partei „demnächst“ selbst beitreten werde.
Der Thüringer Landesverband wurde ab September 2018 vom ehemaligen Landesvorstandsmitglied und Kreisvorsitzenden der CDU Thüringen Jens Krautwurst angeführt und aufgebaut.

### Überregionale Wahlen
Zur Europawahl 2019 traten die Blauen nicht an. Es wurde spekuliert, dass die Partei die erforderlichen 4000 Unterstützerunterschriften nicht sammeln konnte.
Die Partei konnte mit erfolgreichem Zulassungsantrag an den Landtagswahlen in Sachsen und Thüringen teilnehmen. Erstmals trat sie bei der Landtagswahl in Sachsen 2019 an. Spitzenkandidatin war Frauke Petry. Es zeigte sich jedoch, dass wegen unzureichender finanzieller Mittel kein effektiver Wahlkampf geführt werden konnte, weshalb sich die Verbände in Sachsen und Thüringen aus den Landeswahlkämpfen zurückzogen. Die „Blauen“ verblieben auf dem Wahlzettel, da der Verzicht durch Rücknahme des Zulassungsantrags aus rechtlichen Gründen nicht mehr möglich war. In der Folge entfielen 7786 Stimmen auf die Partei, was einem Anteil von 0,4 % der gültigen Stimmen entspricht, bei der Landtagswahl in Thüringen 2019 erhielt man 857 der Stimmen, ein Anteil von 0,1 %.

### Auflösung
Die Parteivorsitzende Petry erklärte am 5. November 2019, dass sich die Partei bis zum Jahresende auflösen werde. Begründung waren fehlende Wahlkampfmittel und die damit einhergehenden schlechten Ergebnissen bei den Landtagswahlen: Weder in Sachsen noch in Thüringen schaffte man den Einzug in die Parlamente. Der Beschluss zur Auflösung erfolgte auf dem Mitgliederparteitag in Döben.

## Name
Die Farbe Blau bezog sich laut Petry zum einen auf die bayerische CSU, an deren Politik die blaue Partei bundesweit anknüpfen wolle, zum anderen stehe die Farbe allgemein in Europa für „konservative und freiheitliche Politik“. Es ist auch die Farbe der finnischen Blauen Zukunft, die sich ebenfalls wegen eines „Rechtsrucks“ der Partei Basisfinnen von dieser abgespalten hat. Blau wird auch von der AfD und der österreichischen FPÖ benutzt.
Die Nutzung der Farbe „Blau“ durch den AfD-Konkurrenten erregte daraufhin einen Rechtsstreit. Die AfD hatte wegen des Namens geklagt, weil sie die Farbe „Blau“ für sich allein beanspruchte. So hatte die AfD kurz nach der Bundestagswahl 2017 die Marken „Blaue Partei“, „Blaue Wende“, „Blaue Gruppe“, „Die Blauen“, „Blaue Fraktion“ und „Blaues Forum“ angemeldet und anschließend Petry abmahnen lassen. Das Landgericht Köln urteilte zugunsten von Petry im Januar 2019, dass die blaue Partei weiter unter diesem Namen auftreten dürfe. So sei „die Farbe Blau nicht die naheliegende, ungezwungene und erschöpfende Bezeichnung der AfD zur Identifizierung“. Kurze Zeit später urteilte das Landgericht München I jedoch, dass die Partei den Namen nicht als Marke benutzen dürfe, z. B. beim Verkauf von Devotionalien. Petry ging gegen diese Entscheidung in Berufung, die vom Oberlandesgericht München im September 2019 abgewiesen wurde.
Mit der fiktiven Blauen Partei, die Toni Geller während des Kölner Karnevals auf Büttenreden satirisch darstellte, stand die Partei nicht in Verbindung; Geller verstarb zudem bereits 2012.

## Mandate und parlamentarische Präsenz
Mehrere Parteimitglieder fungierten als Abgeordnete in Parlamenten der verschiedenen politischen Ebenen. Bis 2019 besaßen Frauke Petry und ihr Ehemann Marcus Pretzell Doppelmandate.

### Europäische Ebene
Marcus Pretzell war bis 2019 Abgeordneter im Europäischen Parlament und dort Mitglied der rechtspopulistischen ENF-Fraktion, nachdem er (noch als AfD-Mitglied) aus der EKR-Fraktion ausgeschlossen worden war. Bei der Wahl zum Europäischen Parlament 2019 trat die Partei nicht an, da sie die dafür notwendigen 4000 Unterstützungsunterschriften nicht zusammenbekam und in der Folge mit der Konstituierung am 2. Juli 2019 aus dem Parlament ausschied.

### Bundesebene
Neben Frauke Petry saß auch der ebenfalls über die AfD gewählte Mario Mieruch als fraktionsloser Abgeordneter für die blaue Partei im Deutschen Bundestag.

### Landesebene

Länder, in denen die blaue Partei bis zum 1. Oktober 2019 im Landesparlament als Oppositionspartei vertreten war

Im Sächsischen Landtag traten bis 2019 fünf ehemalige AfD-Abgeordnete um Petry inoffiziell als Blaue Gruppe auf.
Marcus Pretzell war bis 2022 im Landtag Nordrhein-Westfalen vertreten und saß dort als fraktionsloser Abgeordneter. Der ebenfalls aus der AfD-Fraktion ausgetretene Alexander Langguth hatte erklärt, der Blauen Partei beizutreten. Der dritte Fraktionslose, Frank Neppe, war wie Langguth Mitglied der Blauen Fraktion im Stadtrat Iserlohn, die bis zur Wahl 2020 bestand.
Im Januar 2018 schloss sich Gottfried Backhaus, für die AfD gewählter Abgeordneter im Landtag von Sachsen-Anhalt, der blauen Partei an.
Bei der Landtagswahl in Sachsen 2019 erhielt Blaue #Team Petry 7786 Stimmen, was 0,36 % entspricht. Die Parteivorsitzende Frauke Petry erreichte als Direktkandidatin 805 Stimmen bzw. 2 % der Erststimmen in ihrem Wahlkreis Sächsische Schweiz-Osterzgebirge 3 und damit über die Hälfte aller Erststimmen ihrer Partei (landesweit 1507 bzw. 0,07 %) sowie etwas mehr als doppelt so viel wie ihre Partei an Zweitstimmen in diesem Wahlkreis (384 bzw. 1 %).
Klaus Rietschel, fraktionsloser Abgeordneter im Thüringer Landtag, trat bei der Landtagswahl in Thüringen 2019 für die Blauen an.

### Kommunalebene
Im Oktober 2017 trat fast die gesamte AfD-Fraktion im Stadtrat von Iserlohn, zu der auch Langguth und Neppe gehörten, zur blauen Partei über. Es war die erste Gründung einer Blauen Fraktion bundesweit. Eine weitere Fraktion bestand von Anfang 2018 bis zur Kommunalwahl 2020 im Stadtrat von Nettetal. In Pirna gab es ab September 2018 eine Fraktion Pirna kann mehr – Die blaue Wende in Zusammenarbeit mit der Wählerinitiative Pirna kann mehr. Daneben sind weitere kommunale Mandatsträger in Sachsen und Nordrhein-Westfalen den Blauen beigetreten. Bei den Kommunalwahlen 2019 in Sachsen trat die blaue Partei in Zwickau an und erreichte mit nur 0,78 Prozent der Stimmen keinen Sitz im Stadtrat in Zwickau. In Pirna erreichte sie unter dem Namen Pirna kann mehr (PKM) 9,9 % und 3 Sitze im Stadtrat.

## Politische Positionen und Ziele
Am 13. Oktober 2017 wurde das Programm der blauen Partei auf der Website des Bürgerforums veröffentlicht. Es wurde auf der Gründungsversammlung der Partei am 17. September 2017 beschlossen. Die politische Position der Partei lässt sich nach eigenen Angaben als „freiheitlich, demokratisch und konservativ“ beschreiben. Inhaltlich sollte sie ähnlich wie die Christlich-Soziale Union in Bayern (CSU) orientiert sein. Die Blaue Partei verstand sich als Angebot an konservative Wähler, das sich wertetechnisch auch an den politischen Größen Franz Josef Strauß und Ludwig Erhard orientieren sollte.
Erklärtes Ziel war es, innerhalb der Parteienlandschaft eine neue „konservativ-liberale“ Kraft aufzubauen, die frei von „nationalistischen Tönen“ sein sollte. Sie war damit als Parteimodell konzipiert, das sich von den erstarkenden nationalistischen Tendenzen innerhalb der AfD sowie der Entfremdung von konservativen Grundpositionen innerhalb der CDU unter Angela Merkel distanzierte, um dem zunehmenden Vakuum im konservativen Lager entgegenzuwirken. Dieser politische Freiraum sollte durch die Blaue Partei gefüllt werden, die sich auch selbst als koalitionsfähiger Partner anbot, „liberal-konservative Regierungen wieder mehrheits-, handlungs- und gestaltungsfähiger zu machen“. Anvisierter Effekt war hierbei auch, die deutsche Politik aus dem lähmenden „Hin- und Herfallen“ in die politischen Randbereiche mit seiner zunehmend gesellschaftsspaltenden Dynamik herauszutragen und eine „Stabilisierung der bürgerlichen Mitte“ wiederkehren zu lassen.